# Université A&M de Prairie View
L'université A&M de Prairie View, raccourci de l'université agricole et mécanique de Prairie View (Prairie View Agricultural and Mechanical University, raccourci en Prairie View A&M, abrégé PVAMU ou simplement PV), est une université publique historiquement noire située à Prairie View (Texas).
Fondée en 1878, c'est l'une des deux land-grant universities du Texas et la deuxième plus ancienne institution publique d'enseignement supérieur de l'État. Elle propose des diplômes de baccalauréat dans cinquante spécialisations académiques, trente-sept diplômes de maîtrise et quatre programmes de doctorat dans huit collèges et une école d'architecture. L'université est la plus grande université historiquement noire de l'État du Texas et la troisième plus grande des États-Unis. Elle est membre du Texas A&M University System et du Thurgood Marshall College Fund.
L'université Prairie View A&M compte dix-huit équipes sportives universitaires, communément connues sous le surnom des « Prairie View A&M Panthers ». Prairie View A&M participe à la division I de la National Collegiate Athletic Association (NCAA) et à la Southwestern Athletic Conference (SWAC), dont elle est le seul membre fondateur encore présent.

## Histoire

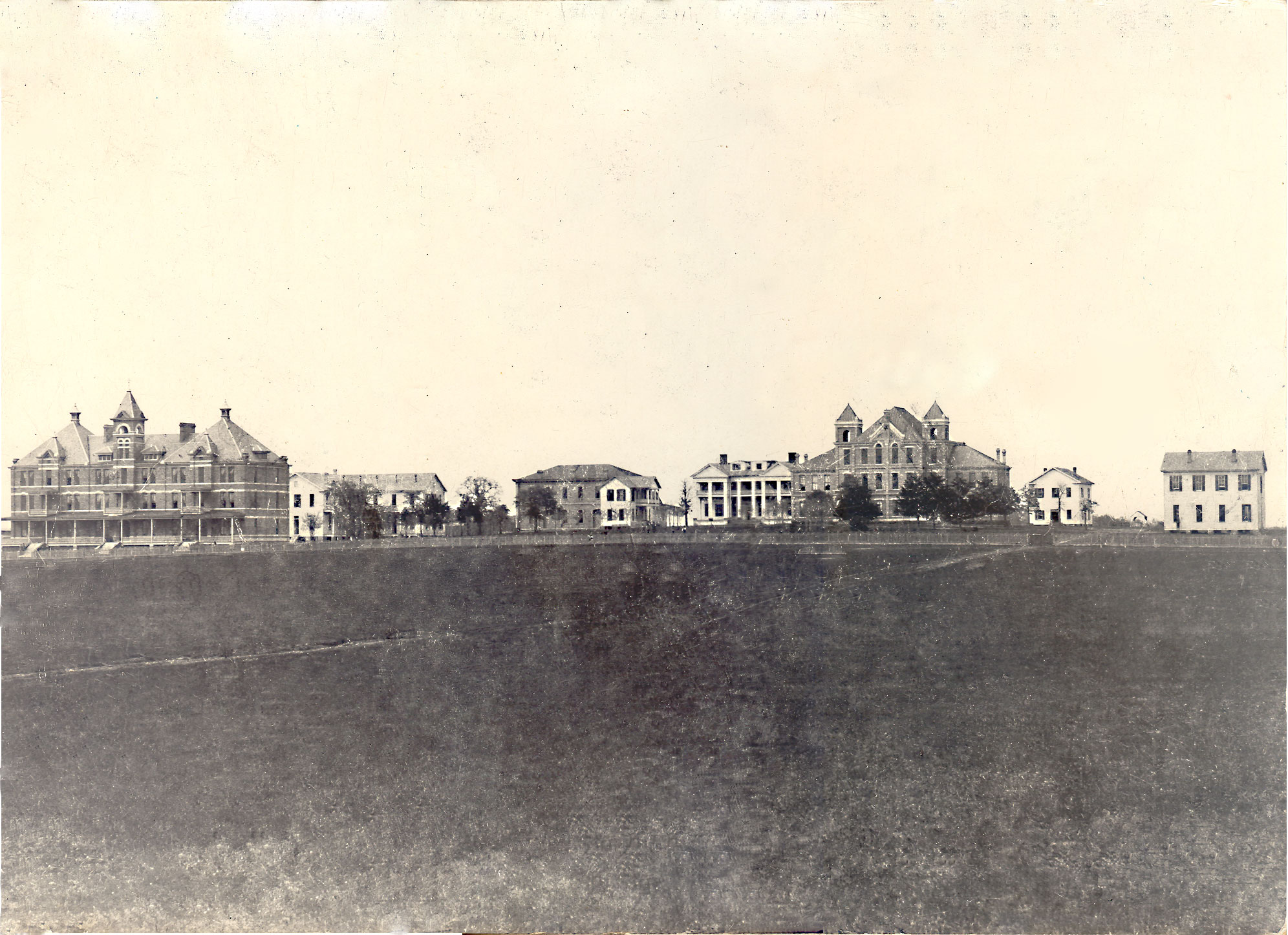
Les bâtiments de l'université, en 1876.

L'université est créée par l'article 7 de la Constitution du Texas, vers la fin de la Reconstruction après la guerre de Sécession. Le sénateur d'État Matthew Gaines et le représentant de l'État William H. Holland — tous deux anciens esclaves devenus des personnalités politiques de premier plan — rédigent une loi pour la création d'un établissement d'enseignement « agricole et mécanique » soutenu par l'État. Dans l'article, la constitution stipule que « des écoles séparées doivent être prévues pour les enfants blancs et de couleur, et des dispositions impartiales doivent être prises pour les deux ». La législation désigne  Prairie View A&M comme le premier établissement d'enseignement supérieur soutenu par l'État pour les Afro-Américains au Texas.
Dans un effort pour se conformer à ces dispositions constitutionnelles, la quinzième législature du Texas, conformément aux termes de la loi fédérale Morrill Land-Grant Act — qui prévoit des terres publiques pour la création de collèges — autorise l'implantation de l'Alta Vista Agriculture and Mechanical College for the Benefit of Colored Youth dans le cadre de l'Agriculture and Mechanical College of Texas (désormais appelé université A&M du Texas). Il s'installe sur l'ancienne plantation Alta Vista, et ouvre officiellement le 11 mars 1878, huit élèves étant présents le jour de l'ouverture.
En 1945, le nom de l'établissement est modifié : le Prairie View Normal and Industrial College devient la Prairie View University, et l'école est autorisée à enseigner, « selon les besoins », l'ensemble des cours dispensés à l'université du Texas. En 1947, la législature du Texas change le nom en Prairie View A&M College of Texas et prévoit que « des cours soient proposés dans les domaines de l'agriculture, des arts mécaniques, de l'ingénierie et des sciences naturelles qui y sont liées, ainsi que tout autre cours autorisé à Prairie View au moment de l'adoption de cette loi, qui seront tous équivalents à ceux proposés au Agriculture and Mechanical College of Texas à Bryan ». Finalement, en 1973, la loi change à nouveau le nom de l'institution en Prairie View Agricultural & Mechanical University, nom qui est le plus souvent réduit en Prairie View A&M University.

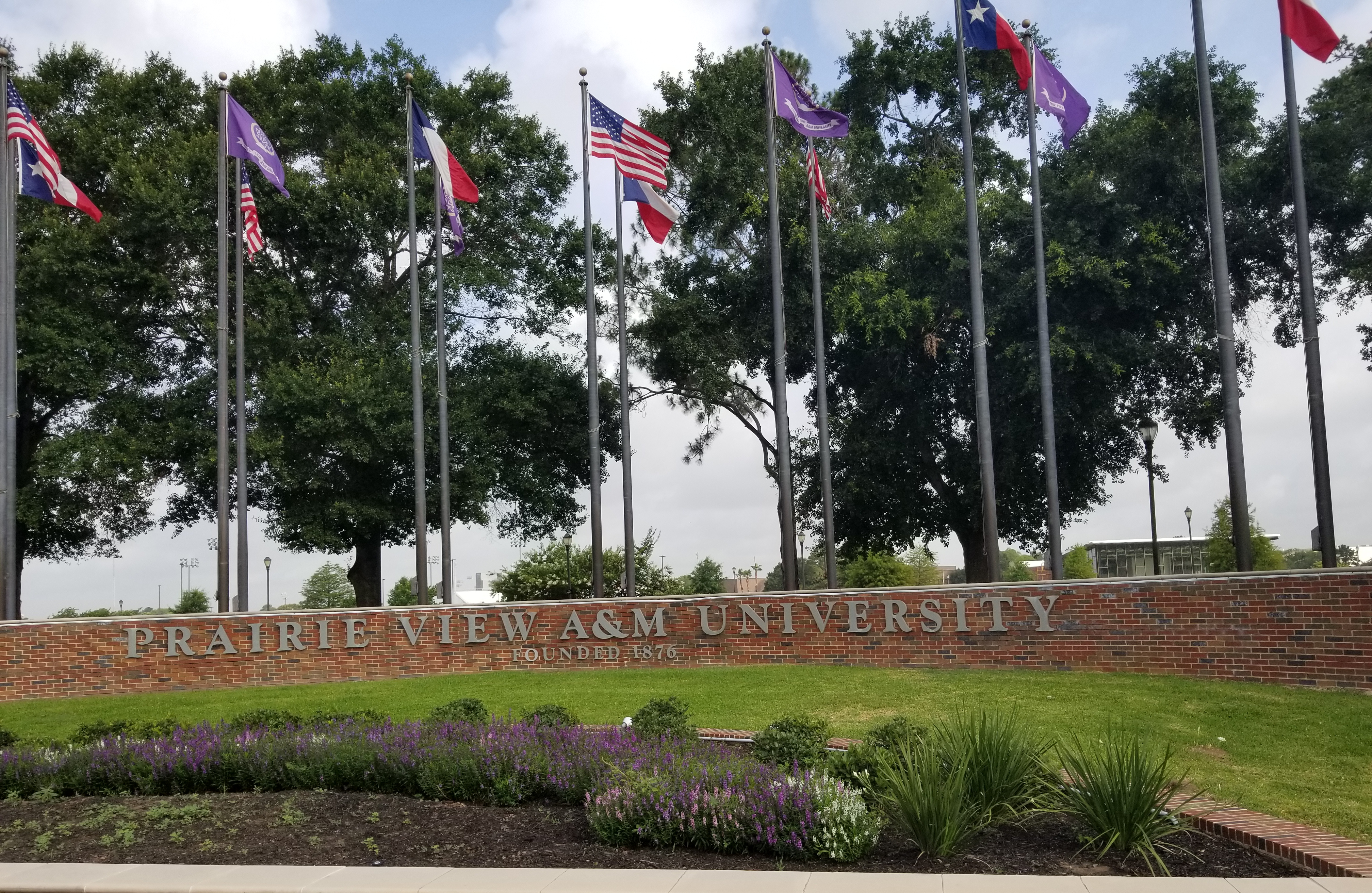
Entrée du campus.

En 1983, la législature du Texas propose un amendement constitutionnel visant à restructurer le Fonds universitaire permanent (Permanent University Fund, PUF) afin d'inclure la Prairie View A&M University comme bénéficiaire de l'argent du fonds. L'amendement de 1983 fait de l'université une « institution de première classe », ce qui lui donne droit à davantage d'investissements et d'attention publique sous le conseil d'administration du Texas A&M University System. L'amendement constitutionnel est approuvé le 6 novembre 1984.
En 2000, le gouverneur du Texas signe le Priority Plan, un accord avec le Bureau des droits civils du département américain de l'Éducation visant à faire de la Prairie View A&M University un atout éducatif accessible à tous les Texans. Le plan prioritaire prévoit la création de nouveaux programmes et installations éducatifs. Il organise également la suppression du libellé de l'énoncé de mission institutionnelle, qui pourrait donner l'impression d'exclure une partie des Texans de la possibilité de fréquenter l'université.
En décembre 2020, la romancière MacKenzie Scott fait don de 50 millions de dollars à Prairie View A&M. Ce don constitue le don le plus important de l'histoire de l'université, ainsi que le plus important jamais fait à une université historiquement noire. En 2021, l'université de Prairie View atteint la classification R2 Carnegie (« Université doctorale ; activité de recherche élevée »). Prairie View A&M est l'une des onze universités historiquement noires à obtenir ce statut et l'un des quatre membres de l'université A&M du Texas dans cette catégorie,.

## Enseignement

### Installations d'enseignement

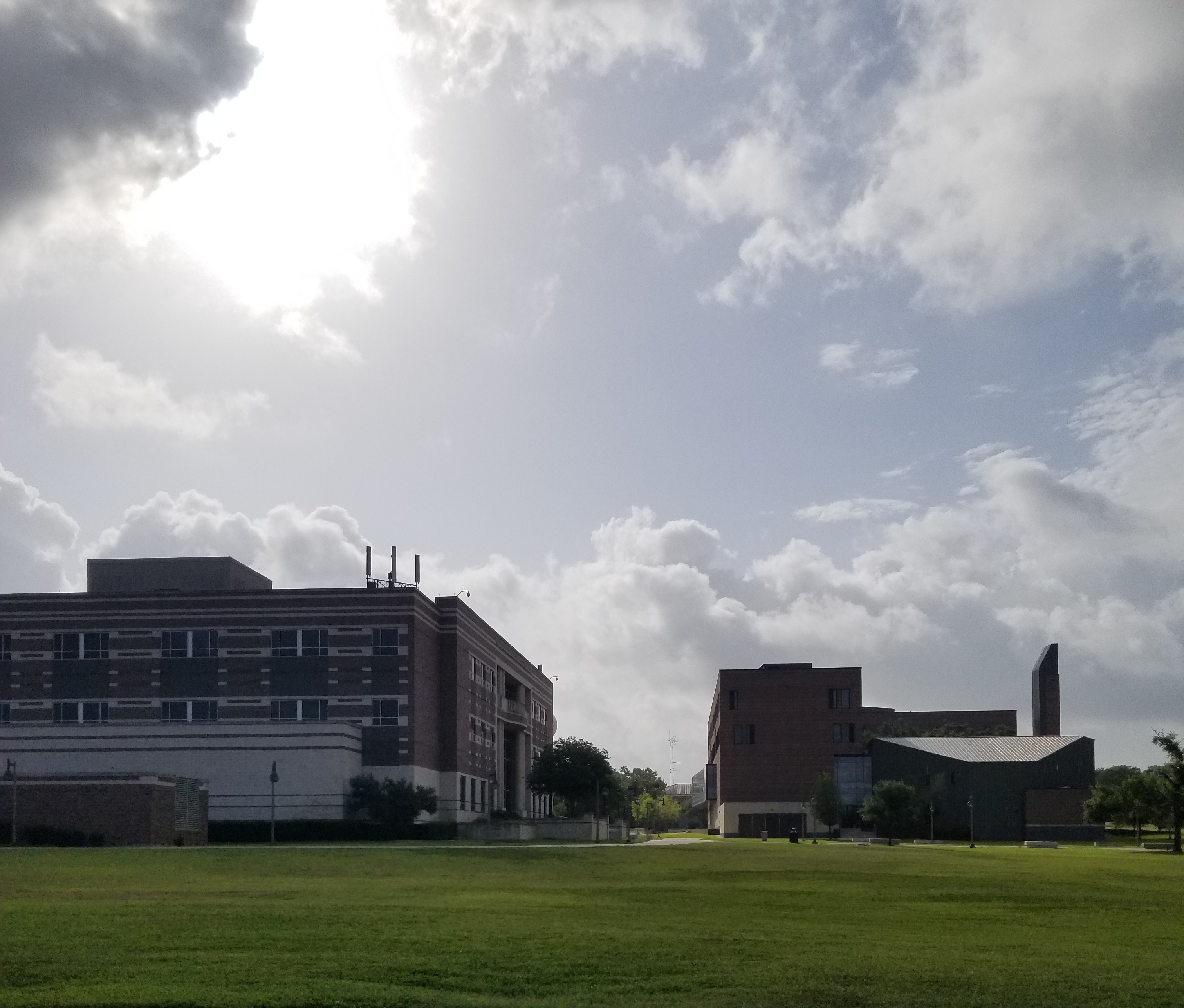
Bâtiment Don K. Clark (à gauche) et bâtiment Agriculture & Business (à droite)

La Prairie View A&M University propose des programmes académiques dans les unités d'enseignement suivantes :
- Collège d'Agriculture et des Sciences humaines
- Collège des arts et des sciences Marvin et June Brailsford
- Collège de commerce
- Collège d'éducation Whitlow R. Green
- Collège d'ingénierie Roy G. Perry
- Collège de justice pour mineurs et de psychologie
- Collège des sciences infirmières
- École de santé publique et paramédicale
- Bureau des études supérieures

### Bibliothèque John B. Coleman
Nommée, d'après l'avocat John B. Coleman, la bibliothèque est la principale du campus. Il s'agit d'un bâtiment de cinq étages d'une superficie de 13 000 m2, achevé en 1988. La bibliothèque offre plusieurs services pour aider les étudiants et héberge plus de 370 000 ouvrages, dont plus de 700 collections de périodiques imprimés, et près de 4 000 articles de journaux. La bibliothèque abrite également une galerie d'art et une collection d'archives historiques,.

### Programmes et classements
En 2004, Prairie View A&M crée la Texas Undergraduate Medical Academy (UMA), un programme pré-médical hautement sélectif conçu pour préparer  les étudiants de premier cycle talentueux à réussir dans une école de médecine, de médecine dentaire, de pharmacie ou de médecine vétérinaire. L'UMA est créée à la suite d'un mandat législatif du Texas promulgué en 2003 et est financée par l'État, avec pour mission d'augmenter la représentation des minorités dans le domaine médical et de remédier aux manque de professionnels de santé à l'échelle de l'État.
Prairie View A&M est régulièrement reconnue comme l'une des meilleures institutions du pays pour avoir produit le plus grand nombre d'architectes et d'ingénieurs afro-américains,. Prairie View A&M décerne chaque année le deuxième plus grand nombre de diplômes STIM de l'université A&M du Texas.
Les programmes académiques de Prairie View A&M sont validés par la Southern Association of Colleges and Schools Commission on Colleges et chaque College de l'université détient des certifications supplémentaires.
En 2023, US News & World Report classe Prairie View A&M entre la 331e et la 440e place dans les universités nationales, à la 154e place parmi les universités les plus performantes en matière de mobilité sociale, à la 169e et à la 227e place parmi les meilleures écoles publiques et à la 26e place parmi les établissements historiquement noirs. L'université se positionne également entre la 196e et la 212e place pour les meilleurs programmes d'ingénierie de premier cycle et à la 293e place en sciences infirmières.

### Campus secondaires
Prairie View A&M compte deux campus secondaires plus petits, tous deux à Houston, le Northwest Houston Center et le College of Nursing, rattaché au Texas Medical Center. Les campus secondaires proposent plusieurs programmes d'études.

## Données
Au printemps 2022, l'université compte 7 624 étudiants de premier cycle et 889 étudiants des cycles supérieurs. 67 % des étudiants s’identifient comme des femmes et 33 % comme des hommes. 88 % des étudiants résident au Texas. En dehors du Texas, les trois principaux États d'origine des étudiants sont la Californie (131), la Louisiane (130) et l'Illinois (62). En dehors des États-Unis, les trois principaux pays d'origine des étudiants internationaux sont le Nigeria (62), la Guinée équatoriale (25) et l'Inde (16).

## Vie étudiante

### Logement
En 1998, American Campus Communities (ACC) remporte le contrat pour développer, construire et gérer un logement étudiant à PVAMU[réf. souhaitée]. Les deux résidences étudiantes du PVAMU sont détenues et exploitées par l'ACC. Les freshmen, étudiants de première année, peuvent vivre dans des appartements dans le village universitaire (phases I, II, III, VI et VII). Le premier de ces immeubles d'habitation est construit en 1995. L'University Square, achevé en octobre 2017, est le plus récent complexe de logements étudiants du campus avec 466 lits disponibles pour les juniors, les seniors et les étudiants diplômés.
Environ 50 % des étudiants de premier cycle du PVAMU vivent sur le campus.
Les bâtiments précédents qui abritaient autrefois des étudiants comprennent Alexander Hall, Banks Hall, Buchanan Hall, Collins Hall, Drew Hall, LO Evans Hall, Fuller Hall, Holley Hall et Suarez Hall. Suarez Hall ferme avant 1996. En 1997, Alexander Hall, Buchanan Hall et Collins Hall ferment leurs portes. En 1998, c'est le tour de Holley Hall . En 2000, Drew Hall, Evans Hall et Fuller Hall ferment leurs portes. Au cours de la même année, Alexander, Buchanan et Holley sont démolis. En 2001, c'est au tour de Banks Hall de fermer.

### Organisations étudiantes
L'université abrite plus de 150 organisations étudiantes établies sur le campus. Depuis 1982, la Student Government Association (SGA) est l'organisation étudiante la plus haut placée sur le campus et la voix officielle du corps étudiant auprès de l'administration universitaire, ainsi que de toutes les organisations internes et externes,.

### Équipe sportive

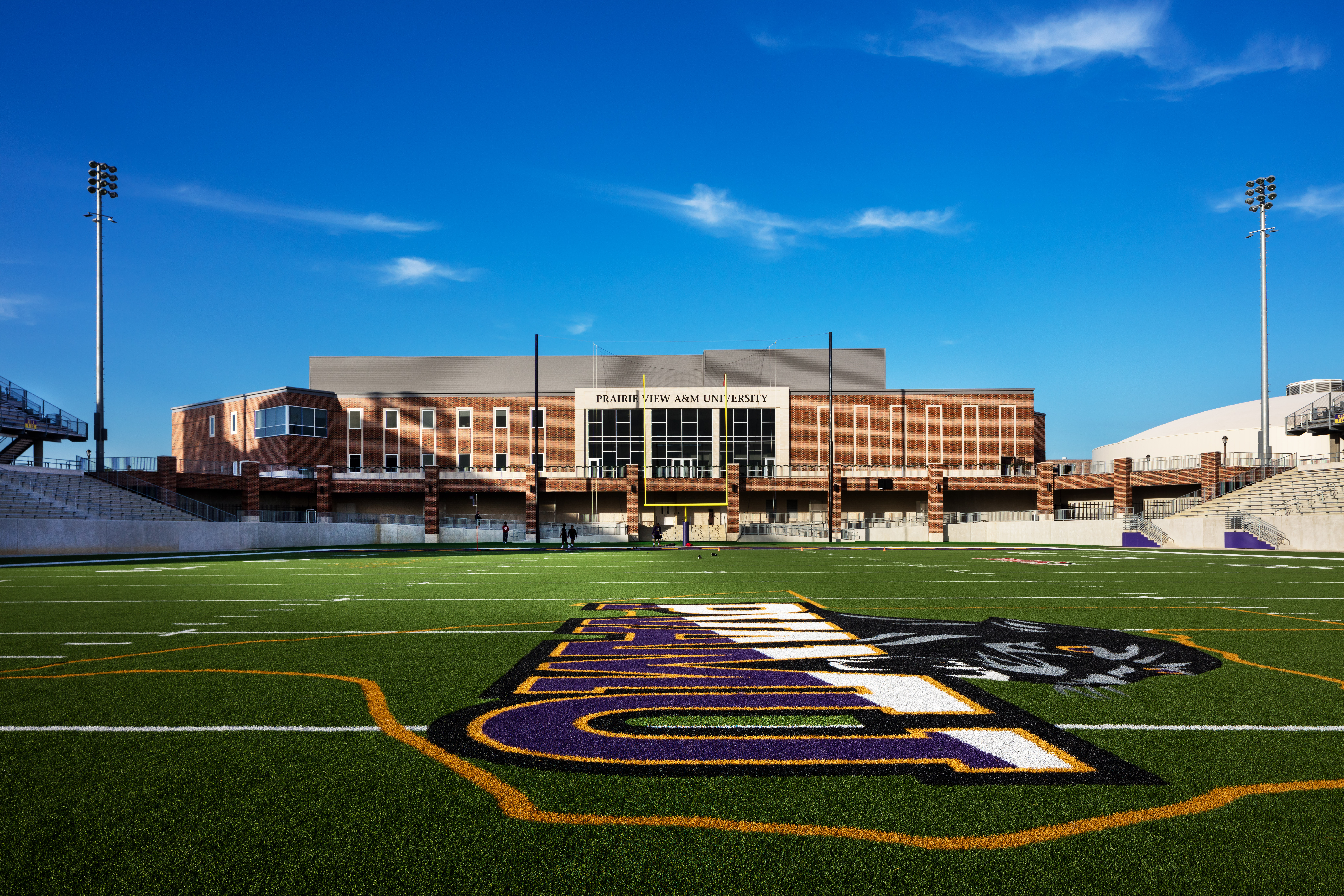
Vue du stade depuis le terrain.

Les équipes sportives masculines et féminines sont surnommées les Panthers et les couleurs de l'équipe sont le violet et l'or. Prairie View A&M est membre fondateur de la Southwestern Athletic Conference (SWAC) et membre de la division Ouest. Prairie View participe à la division I de la NCAA dans tous les sports universitaires. Les rivaux les plus notables de Prairie View A&M sont la Texas Southern University et l'université d'État de Grambling.
En football américain, les Panthers jouent dans la Division I FCS. À l'été 2016, Prairie View A&M achève la première phase de construction de son stade de football américain et de son terrain de sport, d'une valeur de 60 millions de dollars. L'installation ultramoderne mesure 5 100 m2 et peut accueillir jusqu'à 15 000 personnes. La phase finale de construction doit porter la capacité à 30 000 personnes.

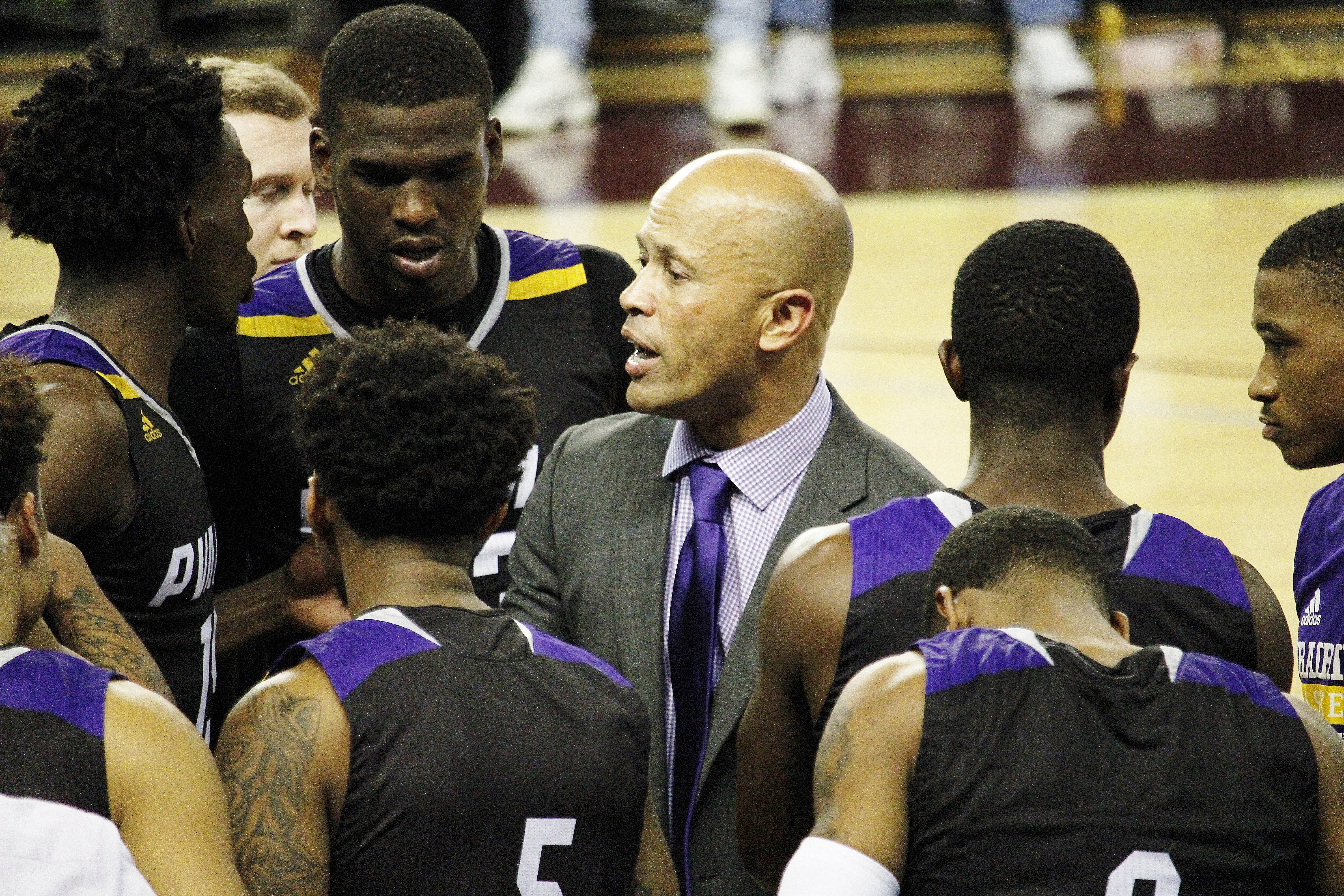
Byron Smith coachant l'équipe de basket-ball des Panthers contre la.

L'université compte aussi une équipe de basket-ball. Tous les matchs à domicile se déroulent dans le bâtiment William Nicks, construit au début des années 1960. Le bâtiment a subi plusieurs rénovations depuis sa création et peut accueillir environ 6 500 personnes.
Une équipe de baseball est également affiliée aux Panthers. Avant un double match contre les Tigers de Texas Southern, une cérémonie d'inauguration du stade de baseball rénové a lieu, le 26 avril 2014. Parallèlement à l'ouverture, le stade est officiellement dédié à l'ancien entraîneur de baseball des Panthers, John W. Tankersley. Le stade rénové comprend 512 places assises, dont 192 sièges à dossier, de nouvelles toilettes, une salle de presse et des abris maçonnés. Le stade est également pourvu d'une connexion par Wi-Fi. Les Panthers étrennent le stade en remportant le double sur un score de 9-0 et 7-4.

### FanfareMarching Storm
Prairie View A&M organise également une fanfare, connue sous le nom de Marching Storm et qui compte près de 300 membres actifs. La formation s'est notamment produite au Super Bowl, au Macy's Thanksgiving Day Parade, à l'investiture présidentielle américaine, à la Parade du Tournoi des Roses, au Houston Rodeo, à l'inauguration officielle du NRG Stadium et à un match des Cowboys de Dallas de 2004 avec Destiny's Child. Le groupe fait une apparition sur MTV en 2011,. En 2022, le groupe joue dans une série documentaire télévisée intitulée March sur The CW Television Network.
De 1984 à 2009, la fanfare est dirigée par George Edwards. Le groupe est sous la direction de Tim Zachary. Un groupe de 15 à 20 danseurs accompagne le groupe, appelé les Black Foxes. Un groupe de 20 à 25 pratiquants de twirling, les Twirling Thunder, accompagne aussi la fanfare.

## Personnalités liées à l'établissement
- Eileen Southern, musicologue, enseignante à l'université au début des années 1940.